# Bárdos Margit
Bárdos Margit (Eger, 1954. július 29. –) magyar színésznő.

## Életpályája
Egerben született, 1954. július 29-én. Az egri Dobó István Gimnáziumban érettségizett. Felvették a Színház- és Filmművészeti Főiskolára, ahol egy évet végzett el. 1973-tól a szolnoki Szigligeti Színházban szerepelt. 1985-től két évadot töltött a Miskolci Nemzeti Színházban. 1987-től az egri Gárdonyi Géza Színház tagja volt. 1991-től 1999-ig a zalaegerszegi Hevesi Sándor Színház művésznője volt. 2000-től szabadfoglalkozású színművésznő.

## Fontosabb színházi szerepei
- Szigligeti Ede: Liliomfi... Mariska
- Makszim Gorkij: A Nap gyermekei... Fima
- William Shakespeare: A makrancos hölgy... Bianca
- William Shakespeare: Lear király... Goneril
- Carlo Goldoni: A kávéház... Placida
- Friedrich Dürrenmatt: A nagy Romulus... Rea
- Heltai Jenő: Naftalin... Ilka
- Gágyor Péter: A kertészlegény királysága... Klotild
- Örkény István: Sötét galamb... Sylvia
- Maurice Maeterlinck: A kék madár... A víz
- Eduardo De Filippo: Milliomos Nápoly... Assunta
- Sarkadi Imre: Oszlopos Simeon... Mária
- Sütő András: Egy lócsiszár virágvasárnapja... Lisbeth
- Pierre-Augustin Caron de Beaumarchais: Figaró házassága... Almaviva grófné
- Csiky Gergely: A nagymama... Timár Karolin
- Csiky Gergely: Ingyenélők... Borcsa
- Tadeusz Różewicz: Fehér házasság... néni
- Jékely Zoltán: Mátyás király juhásza... Beatrix
- Déry Tibor - Pós Sándor - Presser Gábor - Adamis Anna: Képzelt riport egy amerikai popfesztiválról... Beverley
- Bródy Sándor: A tanítónő... Kántorkisasszony
- Aiszkhülosz: Leláncolt Prométheusz... Ió
- Molière: Úrhatnám polgár... Doriméne
- Jókai Mór: Thália szekerén... Moór Anna
- Paul Pörtner: Hajmeresztő... Mrs. Schubert
- Neil Simon: (Ilyen nincs!)Pletykák... Claire
- Baka István: A korinthoszi menyasszony... Anya
- Georges Feydeau: Fel is út, le is út!... Lucette Gautier, énekesnő
- Faragó Zsuzsa: Kalifornia blues Alice... Alice
- John Kander - Joseph Stein: Zorba... Melina
- Alan Jay Lerner: My Fair Lady... Pearcené
- Schönthan testvérek - Kellér Dezső – Horváth Jenő – Szenes Iván: A szabin nők elrablása... Borbála
- Spiró György: Nyulak Margitja... Olympiadesz apáca
- Békeffi István - Stella Adorján: Janika... Mariska
- Plautus: A hetvenkedő katona... Milphidippa
- Hervé: Nebáncsvirág... Fejedelemasszony
- Márai Sándor: Kaland... Asszisztensnő

## Filmek, tv
- Békülés (2005)
- Mintaapák (2019)
- A végső ítélet (2020)
- Jóban rosszban ( 2021)